# Merda & melma
Merda & melma è l'unico album in studio del gruppo musicale italiano Melma & Merda, composto dai rapper italiani Deda, Kaos e Sean, pubblicato nel 1999 dalla CD Club e dalla Paremangiacane Ent.

## Descrizione
Realizzato nel giro di soli dieci giorni dall'ideazione al prodotto finito, il disco è frutto dell'iniziativa dei tre rapper già partner durante i concerti in cui Neffa eseguì i brani tratti da Neffa & i messaggeri della dopa e 107 elementi. Alla sua realizzazione hanno collaborato anche lo stesso Neffa (produttore della base del brano Oggi no), Moddi MC (cantante nella conclusiva Too Xigent) e DJ Double S agli scratch. Il disco fu presentato il 27 febbraio 1999 al Livello 57 di Bologna. La copertina riporta una vecchia immagine ripresa dallo spot del digestivo Antonetto.
Le basi sono grezze e minimali e alternano distorsioni, pause e silenzi contribuendo a rafforzare l'atmosfera cupa dell'album. I tre "titolari" del gruppo si alternano al microfono, cantando sia in italiano (Kaos e Deda) che in inglese (Sean). Il centro del disco è il settimo brano Trilogia del tatami, prodotto da Kaos, suddiviso in tre atti e ispirato a L'arte della guerra di Sun Tzu.

## Accoglienza
Secondo Rapmaniacz.com l'album è "uno dei lavori più interessanti mai proposti dal panorama nostrano". La rivista Rumore l'ha inserito nella lista dei migliori 100 dischi italiani del decennio. Per l'importanza avuta all'interno della scena italiana il disco è stato paragonato a The Equinox degli Organized Konfusion.

## Tracce
1. Skishaskashaska (intro) (feat. fra6alla)
2. Ancora in piedi
3. Introdrama
4. Oggi no
5. Subsumo (feat. Jurate)
6. Insetto infetto
7. Trilogia del tatami (feat. Ziha Wuben)
8. Puppa fumo
9. Too Xigen (feat. Moddi MC)

## Formazione
Gruppo
- Deda – voce
- Kaos – voce
- Sean – voce

Altri musicisti
- DJ Double S – scratch

Produzione
- Melma & Merda – produzione, missaggio
- Gaetano Pellino aka Guanogano – registrazione, missaggio
- Mario Cappa – produzione esecutiva
- Ahmad & Pritt – produzione (tracce 1, 5 e 9)
- Chico MD – produzione (tracce 2, 3 e 6)
- Neffa – produzione (traccia 4)
- Kaos – produzione (tracce 7 e 8)